# Odontodes aleuca
Odontodes aleuca är en fjärilsart som beskrevs av Achille Guenée 1852. Odontodes aleuca ingår i släktet Odontodes och familjen nattflyn. Inga underarter finns listade i Catalogue of Life.